# Saint-Joire
Saint-Joire è un comune francese di 261 abitanti situato nel dipartimento della Mosa nella regione del Grand Est.

## Società

### Evoluzione demografica
Abitanti censiti